# Oudenaarde
|  | Per a altres significats, vegeu «Senyoria d'Oudenaarde». |

Oudenaarde (Audenarde en francès) és una ciutat belga i un municipi de la província de Flandes Oriental.

## Història
En aquesta ciutat, els aliats, comandats per John Churchill, duc de Marlborough, i Eugeni de Savoia van aconseguir a la batalla del 1708 una important victòria sobre els exèrcits de Lluís XIV de França, comandats per Lluís de França i Lluís Josep de Vendôme durant la Guerra de Successió Espanyola.

## Seccions
| #    | Nom        | Extensió (km²) | Població 2001 |
| ---- | ---------- | -------------- | ------------- |
| I    | Oudenaarde |                | 6.546         |
| II   | Eine       |                | 4.438         |
| III  | Bevere     |                | 3.051         |
| IV   | Ename      |                | 2.731         |
| V    | Nederename |                | 2.260         |
| VI   | Mater      |                | 2.158         |
| VII  | Leupegem   |                | 1.946         |
| VIII | Welden     |                | 1.015         |
| IX   | Heurne     |                | 902           |
| X    | Melden     |                | 894           |
| XI   | Volkegem   |                | 609           |
| XII  | Mullem     |                | 454           |
| XIII | Edelare    |                | 343           |
| XIV  | Ooike      |                | 105           |

## Llista de burgmestres
| Burgmestre             | Partit    | Mandat      |
| ---------------------- | --------- | ----------- |
| Edouard Liefmans       | Liberaal  | 1831 - 1844 |
| Henri Liefmans         | Liberaal  | 1844 - 1850 |
| Victor Liefmans        | Liberaal  | 1863 - 1877 |
| Auguste Devos          | Katholiek | 1877 - 1880 |
| Paul Raepsaet          | Katholiek | 1890 - 1918 |
| Robert Doutreligne     | Katholiek | 1918 - 1921 |
| Léon Thienpont         | Katholiek | 1921 - 1951 |
| Maurice Santens        | CVP       | 1951 - 1968 |
| Joseph Thienpont       | CVP       | 1968 - 1983 |
| Jan Verroken           | CVP       | 1983 - 1988 |
| Lieven Santens         | CVP       | 1988 - 2000 |
| Marnic De Meulemeester | VLD       | 2000 -      |

## Agermanaments
- Arràs
- Bergen op Zoom
- Buzău
- Castel Madama
- Coburg
- Hastings

## Personatges il·lustres
- André Dierickx, ciclista
- Adriaen Brouwer, pintor